# 844
Năm 844 là một năm trong lịch Julius.